# 与那国郵便局
与那国郵便局（よなぐにゆうびんきょく）は、沖縄県八重山郡与那国町にある郵便局。民営化以前の分類では集配特定郵便局であった。

## 沿革
- 1926年（大正15年）9月1日 - 開設。
- 1956年（昭和31年）2月20日 - 島西部の久部良に久部良分室を開設[1]。
- 2007年（平成19年）3月5日 - 八重山郵便局に集配業務を移管
- 2007年（平成19年）10月1日 - 民営化。
- 2012年（平成24年）10月1日 - 日本郵便株式会社発足。
- 2014年（平成26年）9月1日 - 島西部の久部良にある久部良分室が局種変更し、久部良簡易郵便局になる[2]。

## 取扱内容
- 郵便、印紙、ゆうパック、内容証明
- 貯金、為替、振替、振込、国際送金、国債
- 生命保険、バイク自賠責保険
- ゆうちょ銀行ATM

## 風景印
図柄はヨナグニサンとナンタ浜。局名表記は「沖縄 与那国」。1980年（昭和55年）2月1日より使用開始。

## 周辺
- 与那国町役場
- 与那国町立与那国小学校・与那国町立与那国中学校
- 沖縄県道216号与那国島線

## アクセス
- 駐車場あり：2台